# Chata pod Chlebom
Chata pod Chlebom  v nadmořské výšce 1423 m je nejvýše položená turistická horská chata v Malé Fatře s celoročním provozem.
První zmínky o Chatě pod Chlebom jsou známé z období Slovenského státu. V roce 1945 byla vypálena ustupujícími německými vojáky. Později byla na původních základech obnovena, ale 12. dubna 1982 opět vyhořela. Současná chata je postavena na místě hospodářské budovy bývalé chaty.
Na chatě je možnost ubytování a stravování. Z okolí je výborný výhled. Každý pokoj v chatě má své jméno podle výhledu z jejího okna: Magura, Chleb, Kriváň. V blízkosti se nachází několik lyžařských vleků (známý svah Generál).
Chata je dobře přístupná od vrcholu sedačkové lanovky od Chaty Vrátna po zelené turistické značce. Dá se k ní dostat i po žluté značce od vrcholu Hromové na hlavním hřebeni Kriváňské Malé Fatry. Z Turčianské kotliny je přístupná po zelené značce od autokempu Trusalová nebo po modré značce ze Šútova. Asi 30 minut chůze od chaty jsou Mojžíšovy prameny a 1:30 hod. chůze se nalézá 38 m vysoký Šútovský vodopád.